# Martin Campina
Martin Campina (fl. XIII secolo) è stato un trovatore portoghese o galiziano, uno xograr presumibilmente attivo alla fine del XIII secolo.

## Biografia
Nessun dato biografico è conservato; le due canzoni a noi giunte non contengono allusioni biografiche o geografiche per determinare la sua origine. Campina potrebbe essere il suo cognome o anche il suo luogo di origine, essendo un toponimo esistente sia in Galizia che in Portogallo. Egli potrebbe essere stato attivo tra il 1240 e il 1280.